# خوان کروس
خوان کروس (اسپانیایی: Juan Cruz‎؛ زادهٔ ۹ ژوئن ۱۹۶۶) کارگردان فیلم، فیلم‌نامه‌نویس و کارگردان تلویزیونی اهل اسپانیا است.
از فیلم‌ها یا مجموعه‌های تلویزیونی که وی در آن‌ها نقش داشته است، می‌توان به تاپاس و بزدل‌ها اشاره نمود.